# 이벨롭 항공
이벨롭 항공(영어: Evelop Airlines)은 스페인과 포르투갈에서 단거리 및 장거리 항공편을 운항하는 스페인의 전세 항공사이다. 허브 공항은 리스본 공항과 아돌포 수아레스 마드리드 바라하스 공항을 사용하고 있다.

## 보유 기종
- 2020년 8월 기준으로 이벨롭 항공은 다음과 같이 보유하고 있다.

## 같이 보기
- 오르베스트 항공
- 오르베스트 오리조니아 항공